# Rem als Jocs Olímpics d'estiu de 1908 - Scull individual masculí
La prova de scull individual fou una de les quatre que es disputaren als Jocs Olímpics de Londres de 1908 i que formaven part del programa de rem. La distància a recórrer era d'1,5 milles.

## Medallistes
| Or                      | Plata                     | Bronze                                        |
| Harry Blackstaffe (GBR) | Alexander McCulloch (GBR) | Bernhard von Gaza (GER) Károly Levitzky (HON) |

## Classificació
| Posició | Remer               | País       |
| ------- | ------------------- | ---------- |
| 1       | Harry Blackstaffe   | Regne Unit |
| 2       | Alexander McCulloch | Regne Unit |
| 3       | Bernhard von Gaza   | Alemanya   |
| 3       | Károly Levitzky     | Hongria    |
| 5       | Walter Bowler       | Canadà     |
| 5       | Gino Ciabatti       | Itàlia     |
| 5       | Joseph Hermans      | Bèlgica    |
| 5       | Louis Scholes       | Canadà     |
| 9       | Ernő Killer         | Hongria    |

## Resultats

### Primera ronda
Es fa una ronda prèvia per deixar 8 remers als quarts de final. En aquesta ronda s'enfronten Von Gaza, que guanya fàcilment, i Killer, que abandona quan veu l'alemany creuar la línia d'arribada.
| Posició | Remer             | País     | Temps  |
| ------- | ----------------- | -------- | ------ |
| 1       | Bernhard von Gaza | Alemanya | 9:35.0 |
| DNF     | Ernő Killer       | Hongria  | -      |

### Quarts de final

#### Sèrie 1
| Posició | Remer             | País     | Temps      |
| ------- | ----------------- | -------- | ---------- |
| 1       | Bernhard von Gaza | Alemanya | 9:47.0     |
| 2       | Louis Scholes     | Canadà   | Desconegut |

#### Sèrie 2
| Posició | Remer           | País    | Temps      |
| ------- | --------------- | ------- | ---------- |
| 1       | Károly Levitzky | Hongria | 10:08.0    |
| 2       | Gino Ciabatti   | Itàlia  | Desconegut |

#### Sèrie 3
Bowler bolcà i deixà via lliure a la victòria de Blackstaffe.
| Posició | Remer             | País       | Temps   |
| ------- | ----------------- | ---------- | ------- |
| 1       | Harry Blackstaffe | Regne Unit | 10:03.0 |
| DNF     | Walter Bowler     | Canadà     | -       |

#### Sèrie 4
| Posició | Remer               | País       | Temps      |
| ------- | ------------------- | ---------- | ---------- |
| 1       | Alexander McCulloch | Regne Unit | 10:08.0    |
| 2       | Joseph Hermans      | Bèlgica    | Desconegut |

### Semifinals

#### Semifinal 1
| Posició | Remer               | País       | Temps      |
| ------- | ------------------- | ---------- | ---------- |
| 1       | Alexander McCulloch | Regne Unit | 10:22.0    |
| 2       | Károly Levitzky     | Hongria    | Desconegut |

#### Semifinal 2
Von Gaza es trobà indisposat al pas pels 1500 metres, deixant una victòria fàcil per a Blackstaffe.
| Posició | Remer             | País       | Temps   |
| ------- | ----------------- | ---------- | ------- |
| 1       | Harry Blackstaffe | Regne Unit | 10:14.0 |
| -       | Bernhard von Gaza | Alemanya   | DNF     |

### Final
McCulloch pren la davantera ben aviat i no serà fins a les 1200 iardes quan sigui agafat per Blackstaffe. Al pas per la milla Blackstaffe li treu un avantatge d' ¾ de llargada, un marge que mantindrà fins al final.
| Posició | Remer               | País       | Temps    |
| ------- | ------------------- | ---------- | -------- |
| 1       | Harry Blackstaffe   | Regne Unit | 9:26.0   |
| 2       | Alexander McCulloch | Regne Unit | (9:27.5) |